# Radiotoxicidad
La radiotoxicidad se define como la toxicidad potencial de un material radiactivo debida a su ingestión, inhalación o absorción.
Este término puede utilizarse para varios designar conceptos.
Radiotoxicidad potencial o Inventario radiotóxico: es el número obtenido al multiplicar la radioactividad de una cierta sustancia por su factor de conversión a dosis por ingestión correspondiente
La Radiotoxicidad de los residuos radiactivos: es una medida del peligro radiobiológico.